# Мухоловкові
Мухоло́вкові (Muscicapidae) — велика родина горобцеподібних птахів, поширена виключно в Старому Світі. Представники переважно є невеликими комахоїдними птахами, більшість з яких полюють в польоті.

## Систематика
Різні дослідники виділяють різну кількість родів. Класифікація суттєво відрізняється залежно від того, чи включають до мухоловкових дроздових (Turdidae), чи виділяють у самостійну родину.
РОДИНА: MUSCICAPIDAE
- Підродина Muscicapinae
  - Рід Alethe — 5 видів
  - Рід Cercotrichas — 11 види
  - Рід Copsychus — 7 видів
  - Рід Agricola — 2 види
  - Рід Fraseria — 2 види.
  - Рід Melaenornis — 7 видів.
  - Рід Namibornis
  - Рід Empidornis
  - Рід Bradornis — 4 види.
  - Рід Sigelus
  - Рід Humblotia
  - Рід Muscicapa Мухоловка — 24 види.

- Підродина Niltavinae
  - Рід Leucoptilon — 1 вид
  - Рід Sholicola — 2 види
  - Рід Niltava — 6 видів.
  - Рід Cyanoptila — 2 види
  - Рід Eumyias — 5 видів.
  - Рід Anthipes — 2 види.
  - Рід Cyornis — 19 видів.

- Підродина Erithacinae
  - Рід Erithacus Вільшанка — 3 види
  - Рід Swynnertonia — 1 вид
  - Рід Pogonocichla — 1 вид
  - Рід Stiphrornis — 1-5 видів, залежно від таксономії
  - Рід Cossyphicula, інколи відносять до Cossypha
  - Рід Chamaetylas — 4 види
  - Рід Cossypha — 14 видів
  - Рід Cichladusa — 3 види
  - Рід Xenocopsychus
  - Рід Dessonornis
  - Рід Sheppardia — 9 видів

- Підродина трав'янчині (Saxicolinae) — (нерідко[1] відносять до родини Дроздових (Turdidae)
  - Рід Luscinia Соловейко — 11 видів
  - Рід Irania
  - Рід Myiomela
  - Рід Calliope
  - Рід Enicurus — 7 видів
  - Рід Cinclidium — 3 види
  - Рід Myophonus — 9 видів
  - Рід Heinrichia
  - Рід Vauriella
  - Рід Leonardina
  - Рід Brachypteryx — 5 видів
  - Рід Larvivora
  - Рід Ficedula Строката мухоловка — бл. 30 видів.
  - Рід Tarsiger Синьохвіст — 5 видів
  - Рід Heteroxenicus
  - Рід Phoenicurus Горихвістка — 11 видів
  - Рід Monticola Скеляр — 13 видів
  - Рід Saxicola Трав'янка — 14 видів
  - Рід Campicoloides
  - Рід Emarginata
  - Рід Pinarochroa
  - Рід Thamnolaea — 2 види
  - Рід Myrmecocichla — 7 видів
  - Рід Oenanthe Кам'янка — близько 22 видів